# Lupinus apertus
Lupinus apertus är en ärtväxtart som beskrevs av Amos Arthur Heller. Lupinus apertus ingår i släktet lupiner, och familjen ärtväxter. Inga underarter finns listade i Catalogue of Life.